# Gracilentus
Genre
Gracilentus est un genre d'araignées aranéomorphes de la famille des Linyphiidae.

## Distribution
Les espèces de ce genre sont endémiques de Chine.

## Liste des espèces
Selon World Spider Catalog (version 26, 18/02/2025) :
- Gracilentus denticulatus Irfan, Zhang & Peng, 2022
- Gracilentus mangshanensis Irfan, Zhang & Peng, 2025
- Gracilentus serratus Irfan, Zhang & Peng, 2022
- Gracilentus tenchongensis Irfan, Zhang & Peng, 2022

## Systématique et taxinomie
Ce genre a été décrit par Irfan, Zhang et Peng en 2022 dans les Linyphiidae.

## Publication originale
- Irfan, Zhang & Peng, 2022 : « Survey of Linyphiidae (Arachnida: Araneae) spiders from Yunnan, China. » Megataxa, vol. 8, no 1, p. 1-292.